# Ситанец
Ситанец (пол. Sitaniec) — деревня в Замойском повете Люблинского воеводства Польши. Входит в состав гмины Замость. Находится примерно в 4 км к северу от центра города Замосць. По данным переписи 2011 года, в деревне проживало 1737 человек.
В 1975—1998 годах деревня входила в состав Замойского воеводства.

## Население
Демографическая структура по состоянию на 31 марта 2011 года:
|         | Всего | До трудоспособного возраста | Трудоспособного возраста | Старше трудоспособного возраста |
| ------- | ----- | --------------------------- | ------------------------ | ------------------------------- |
| Мужчины | 848   | 182                         | 569                      | 97                              |
| Женщины | 889   | 191                         | 522                      | 176                             |
| Всего   | 1737  | 373                         | 1091                     | 273                             |